# Лайково-Храповицкое
Лайково-Храповицкое — деревня в Удомельском городском округе Тверской области.

## География
Деревня находится в северной части Тверской области на расстоянии приблизительно 5 км на юго-восток по прямой от города Удомля.

## История
Известна с 1478 года. В 1819 году по завещанию графа Михаила Васильевича Храповицкого крепостные деревни были отпущены на волю в свободные хлебопашцы. Дворов (хозяйств) в деревне было 18 (1859), 20 (1886), 22 (1911), 29 (1958), 12 (1986), 6 (2000). В советское время работали колхозы «Красное Знамя», им. Попова, артель «Пищевик» и совхоз «Удомельский». До 2015 года входила в состав Удомельского сельского поселения до упразднения последнего. С 2015 года в составе Удомельского городского округа.

## Население
Численность населения: 103 человека (1859 год), 114(1886), 135 (1911), 78 (1958), 16 (1986),14 (русские 86 %) в 2002 году, 13 в 2010.